# Lope de Rueda

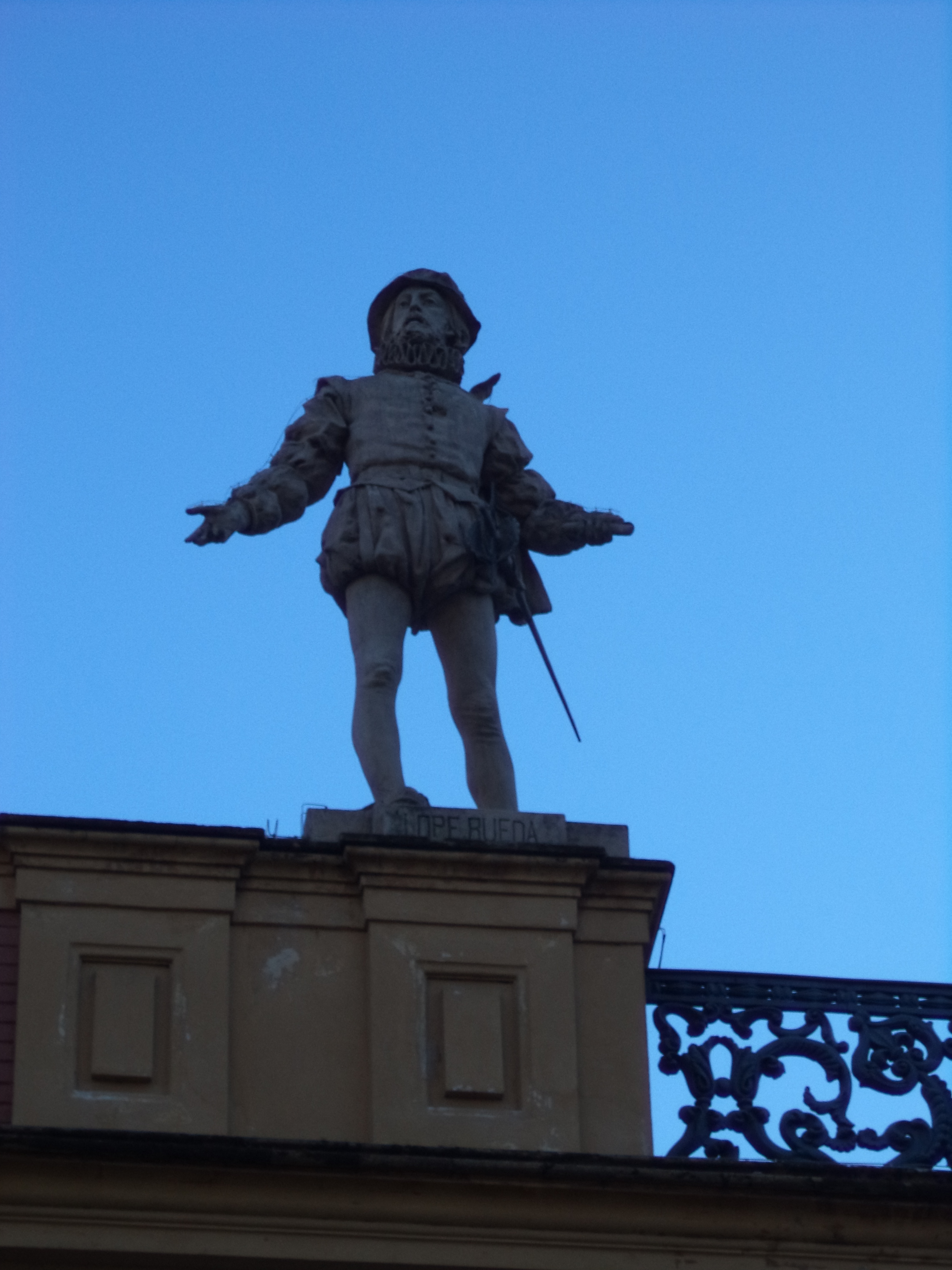
Estatua de Lope de Rueda, obra de Antonio Susillo, en la galería de los doce sevillanos ilustres del Palacio de San Telmo.

Lope de Rueda (Sevilla, c. 1505<1510-Córdoba, c. 1565) fue un dramaturgo español de gran versatilidad que escribió comedias, farsas y pasos (o entremeses), además de uno de los primeros actores profesionales de España. Se le considera el precursor del Siglo de Oro del teatro en España.

## Biografía
Lope de Rueda es uno de los autores más importantes del siglo XVI. Considerado el fundador del teatro popular y profesional español, ha pasado a la historia literaria y teatral como el creador de los pasos o entremeses, si bien sus representaciones teatrales se incluyen en las prácticas escénicas al uso, lo que demuestra su gran profesionalidad como autor, representante y director de compañías teatrales. Aunque se acepta unánimemente que nació en Sevilla y su padre fue Juan de Rueda, no sabemos nada sobre la fecha de nacimiento ni sobre su educación, a no ser los datos aportados por Cervantes, quien nos informa de su oficio de batihoja, «que quiere decir de los que hacen panes de oro». Se han elaborado muchas conjeturas para situar su nacimiento en la primera o segunda década del siglo XVI, sin que ningún crítico haya aportado argumentos sólidos para establecer una u otra opción. Por el contrario, resulta más fácil conjeturar la fecha de su fallecimiento, algo posterior a la de su testamento, 21 de marzo de 1565, puesto que en la edición de sus Quatro comedias de 1567, ya se le da por muerto. 

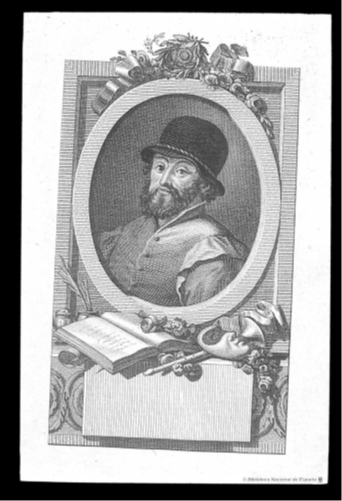
Alejandro Blanco y Assensio, retrato de Lope de Rueda basado en el aparecido con la primera edición de sus obras para el Tratado histórico sobre el origen y progresos de la comedia y del histrionismo en España de Casiano Pellicer, Madrid, 1804.

Se conocen algunos datos aislados sobre su vida privada. Se casó en Valladolid con Mariana en 1551 o 1552; contrajo segundas nupcias en el año 1560 en Valencia con Rafaela Ángela Trilles. Tuvo dos hijas: Catalina y Juana Lisa.
En relación con su actividad teatral sabemos que en los años de 1542 y 1543 se compromete con el gremio de los Odreros y Corredores de vino para sacar el auto de la Asunción de Nuestra Señora; en 1551 se encuentra en Valladolid, y con motivo del regreso de Felipe II de su viaje a Flandes, el municipio organizará un faustuoso recibimiento, encargando a Lope de Rueda que saque un «carro» y unas danzas; el año siguiente participa de nuevo en el Corpus Cristi de la misma ciudad, e incluso el Ayuntamiento le ofrece un gran salario si acepta ser de residente para representar y componer autos; en 1554 representa en casa del Conde de Benavente interpretando para Felipe II, «un auto de la Sagrada Escriptura, muy sentido, con muy regocijados y graciosos entremeses»; probablemente actúe en Valladolid entre los años de 1554 y 1558 en casa del Duque de Medinaceli. En 1558 se encuentra en Segovia, representando una comedia en la Catedral, aquí se habría familiarizado con la Gacería, idioma originario de los tratantes de ganado y trilleros de pueblos del entorno de Cantalejo, utilizando algunas de sus palabras en sus posteriores obras.
Tenemos noticia de 1558 de su estancia en Valladolid donde el Ayuntamiento le ofrece crear un teatro estable; el año siguiente representa en Sevilla los auto de El hijo Pródigo y de Navalcarmelo; en 1560 reside en Valencia donde contraerá nuevas nupcias y seguramente pondría en escena algunas de sus comedias; posteriormente actúa en Toledo (autos para el Corpus en 1561 y 1563); el mismo año de 1563 es contratado por la Corte en Madrid; finalmente podemos seguir su rastro por Sevilla en 1565, en casa de Juan de Figueroa, y en Córdoba, lugar de su muerte.
En su testamento aparece mención al servicio de unos criados, que junto a las casas que construyó o quiso edificar en Valladolid, el haber podido ordenar su propio enterramiento en la Catedral cordobesa, indican un cierto bienestar económico y una indudable fuerza social, contradictorias con la situación del otro Rueda peregrino descrito por Rufo y Cervantes, casi mísero, mal equipado, que arrastraba su arte por los pueblos de España, en las plazas y rincones de aldeas más o menos acogedoras. Queda por ver hasta qué punto podemos considerar la imagen construida por los autores arriba mencionados de un Rueda excesivamente marginado y empequeñecido, o cómo se puede leer el alcance social y económico de la labor ruedesca inscrita en los datos conservados.

## Inicios del profesionalismo teatral: los autores-representantes
A partir del segundo tercio del siglo XVI hay una movilidad de actores representando por toda España piezas del Corpus, obras religiosas en el interior de los templos y comedias profanas en plazas y mesones de las principales ciudades españolas y en el interior de las mansiones nobiliarias. El profesionalismo teatral nace en España en la Edad Moderna, en torno a los años 1540-1560, y son sus iniciadores los autores-representantes, siendo Lope de Rueda uno de los precursores de las incipientes compañías teatrales.
Esta profesionalización incluye dos etapas: una de innovación y adaptación, que iría de fines del xv hasta los años 30-40 del siglo XVI, y otra de profesionalización que abarcaría justamente de los 40 en adelante. Así pues, caerían fuera del «profesionalismo» la casi totalidad de las propuestas teatrales de las cuatro primeras décadas del siglo XVI, como fueron las representaciones del teatro romano (Terenciano y Plautino), el teatro cortesano y el teatro religioso. Cada una de estas modalidades estaba bastante implantada en la sociedad española de principios del siglo XVI; si bien ninguna de ellas por sus particulares características pudo haber llevado por sí misma al nacimiento del profesionalismo teatral.
Durante el período que se domina de innovación y adaptación, se configurará progresivamente la técnica y los conocimientos necesarios en el arte de representar, así como del público, que necesita ir asimilando paulatinamente los códigos de este reciente lenguaje «audio-visual».
Desde la época medieval, la ciudad y sus clases dirigentes adquieren un papel preponderante en la organización de las fiestas y espectáculos ciudadanos. El fasto público era generalmente organizado por los oficios o gremios, donde se incluían bailes, música, engalanamientos, procesiones, jocs, representaciones del Corpus, etc. La complicación escénica irá en aumento con el transcurso del tiempo, apareciendo representaciones alegóricas con intervención de personajes, música, canto, coplas panegíricas, atrezzos y escenografías cada vez más sofisticadas, etc.
La intervención de los intelectuales para que el teatro se desarrolle dialógicamente es un elemento imprescindible para la representación teatral en el sentido moderno. Por un lado, empiezan a conocerse los viejos textos de la comedia romana, así como los espacios escénicos (los textos de Vitrubio). Inmediatamente se pondrán en circulación a través de la imprenta los comentarios de Donato y Jodocus Badius Ascensius a las obras de Terencio, así como los propios textos terencianos y platinos que circularon por todas las universidades europeas, lo que dio lugar a los primeros intentos de representación de la comedia latina en los círculos escolares y eruditos. Posteriormente será usual representar las comedias en la mayor parte de las grandes universidades europeas (en España son conocidas las de Salamanca, Alcalá, Valencia, etc.). Es necesario recordar también el gusto escolar por las églogas virgilianas que tuvieron una amplia aceptación en Italia y España.
Desde la época medieval, en los círculos escolares y universitarios se venía utilizando la comedia elegíaca y la comedia humanística (ambas escritas en latín) en la docencia, empleadas la mayoría de las veces en las clases de retórica y poética, y en aquellas universidades donde triunfó el humanismo italianizante, en las clases de filosofía moral. La comedia humanística, si bien herencia de la tradición terenciana incluye elementos que la convertirían en pieza clave en el nacimiento del teatro moderno.
Quizá uno de los pilares fundamentales para el nacimiento del teatro español fue la transposición de la comedia humanística a la lengua romance, siendo La Celestina la primera de ellas.
Durante la primera mitad del xvi existe en nuestro país un inusitado interés por el teatro, tanto en su vertiente literaria y retórica como en su puesta en escena. La verdadera profesionalización se da alrededor de los años 40, que se documenta en los pagos a actores desde las instituciones ciudadanas, hasta las privadas burguesas, nobiliarias y eclesiásticas.
Para alcanzar la profesionalidad y adquirir beneficios en esta nueva profesión era necesario no menospreciar ningún público potencial. A excepción de las representaciones anuales del Corpus o las esporádicas debidas al nacimiento de un príncipe, unas bodas reales, o a las fiestas celebradas en el interior de los templos durante los ciclos litúrgicos, no había una demanda suficiente para que los intérpretes de la comedia pudieran ganar su vida holgadamente. Sin embargo, a partir de los años cuarenta, en las grandes ciudades va generando un público burgués que conoce perfectamente el lenguaje escénico, que ha asimilado las diferentes propuestas sobre el teatro representado, y tiene conocimiento a través de la lectura de multitud de comedias procedentes de Italia, las cuales desean ver en escena. Este es el detonante del profesionalismo, pues desde este momento pequeñas compañías de teatro irán desplazándose por la geografía nacional, representando para los poderes públicos y religiosos, pero sin menospreciar al público nobiliario y ciudadano.
No solo se está configurando un público mayor, sino que también se integran los poetas en esta nueva afición teatral, al componer obras que coinciden con los deseos de su público. Es precisamente en este período cuando aparece una gran variedad de imitaciones del teatro erudito italiano.
Además, durante los años 1540-1560 aumenta el número de representaciones teatrales en el seno de las ciudades, y a partir de los años cincuenta empiezan a surgir actuaciones organizadas por burgueses en el interior de sus propias casas o mesones. Así, encontramos a Lope de Rueda actuando en casa de Juan de Figueroa en Sevilla, cuyas representaciones van en aumento en las décadas siguientes con la configuración definitiva de los primeros corrales de comedias.
Por otro lado, gran parte de las comedias que han llegado hasta nosotros de Lope de Rueda tienen un marcado gusto italianizante, cuya influencia en los autores-representantes españoles se justifica precisamente por los nuevos gustos que se están imponiendo en nuestro país, influenciados (como se explicará en el epígrafe posterior) probablemente por algunas representaciones de compañías italianas académicas en territorio español así como por un acentuado intercambio cultural entre España e Italia. Prueba de ello se encuentra en Lope de Rueda, quien vio representar a algunas de estas compañías, caso de Il Mutio, de quien se dice que representó en Sevilla en 1538, y de quien tomaría muchos aspectos y formas de representar de la commedia dell’arte.
Por tanto, los datos que conocemos de todos estos actores-autores de mitad de siglo los relacionan siempre con grandes poblaciones urbanas, bien representando a cargo de los gremios y de los ayuntamientos, bien en representaciones privadas o semiprivadas de la nobleza y burguesía. Desde épocas tempranas, el dinero recibido por las representaciones del Corpus es bastante sustancioso. Si añadimos alguna comedia religiosa y actuaciones durante los ciclos litúrgicos en el interior de los templos, y sobre todo las puestas en escenas de comedias en las fiestas privadas o semiprivadas, los nuevos autores-representantes se ganan bien su vida, dejando de lado sus antiguos oficios. Además, esto presupone el inicio de rutas específicamente teatrales y el nacimiento de las incipientes compañías.

## La «commedia dell'arte» y su presencia en España y en Lope de Rueda
En la elaboración del producto dramático autóctono fue fundamental como modelo la comedia del arte, y la imitación de la organización de los cómicos italianos. Estos ofrecieron el ejemplo de unas compañías profesionales, con miras comerciales, organizadas de forma jerárquica, donde se encuentran también mujeres (innovación que en Italia se va imponiendo hacia 1560). En este contexto surge la figura de Ganassa. Alberto Naselli, actor ferrarés, nacido hacia 1540, se apoda en las tablas Ganassa y representa la parte del zanni (criado). Con su compañía recorre varias ciudades españolas entre 1574 y 1584, años fundamentales para la historia del teatro áureo. La popularidad de Ganassa se debió a múltiples factores. Sus representaciones fueron abundantes, a lo que debe añadirse la variedad del repertorio (además de comedias del arte, incluyó piezas religiosas) y su versatilidad y capacidad de adaptarse a la situación, y aprovechar los recursos humanos locales en un momento tan delicado como el período de clausura de los teatros públicos a raíz de la muerte de Ana de Austria. Gracias a sus capacidades profesionales consigue salir triunfante en la confrontación con las compañías españolas. Por otro lado, queda demostrado lo que Ganassa significó en la vida teatral española por su transformación en personaje proverbial.
La compañía de Ganassa no fue la única que recorrió España. En 1581, junto con él trabaja Curzio (Vincenzo Bottanelli), que había llegado a España por su cuenta. También se documenta la desgraciada peregrinación española de la compañía de Massimiliano Milanino, que fracasó en sus intentos de representar con rentabilidad en Valladolid (hecho que resultó imposible debido a la concomitancia con varias compañías españolas y a la presencia en la ciudad de la nueva compañía de Stefanello Bottarga). En agosto de 1582 Milanino se traslada a Madrid, donde, después de cosechado un buen éxito, la rivalidad profesional, probablemente, provoca su asesinato y la disolución de su compañía.
Otra figura de gran relevancia fue la de Stefanello Bottarga (Abagaro Francesco Baldi). Cuando la clausura de los teatros produjo la imaginable crisis en las compañías, Bottarga dejó a Ganassa y constituyó su propia compañía. En 1583 se encuentra en Valencia y en Sevilla al año siguiente. Su gran popularidad se demuestra en las abundantes referencias a su máscara que encontramos en la cultura española, la de Magnífico (o sea Pantalone, el viejo verde y avaro). Con el autor está relacionado también el descubrimiento más interesante de las últimas décadas sobre comedia del arte en España. María del Valle Ojeda ha identificado el zibaldone (cuaderno de notas manuscrito) del cómico en un manuscrito de la Biblioteca Real de Madrid que, probablemente es autógrafo de Bottarga. Contiene desde sentencias graciosas, diálogos escénicos, prólogos, hasta trazas de comedias (scenari). Demuestra asimismo que el repertorio de los italianos no estaba limitado a la comedia del arte, y que la lengua en que representaban era, junto con el italiano también el español.

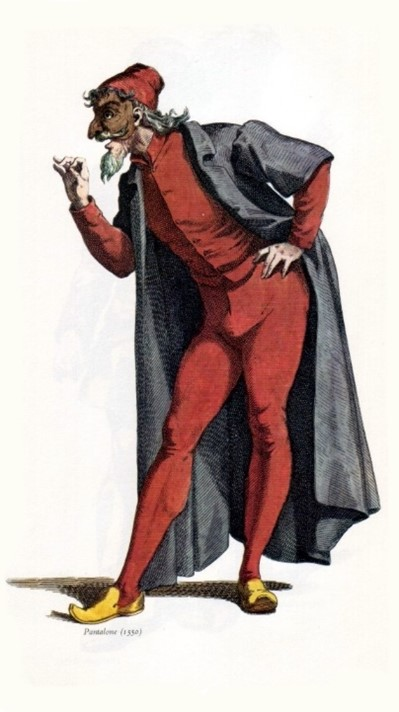
Dibujo de Maurice Sand, Maurice et bouffons (1860)

Para concluir hay que añadir el cambio de calendario que la compañía de Ganassa consiguió (se extendió el uso de representar en días laborables, venciendo las resistencias de autoridades y moralistas), y las modificaciones de los espacios escénicos también debida a la iniciativa y aportación económica de Ganassa: la introducción de velas para proteger de la intemperie la parte central del corral y la cobertura fija del escenario, y la apertura de unas ventanas laterales que evolucionarían como aposentos. Sin desacreditar la novedad de estas aportaciones, es necesario señalar que incluso antes de la llegada de los italianos había en España formas organizadas del trabajo de actor: se trata de aficionados que, en ambientes urbanos y ofreciendo teatro religioso tradicional y nuevas formas teatrales influidas por el Renacimiento italiano, consiguen la aceptación de un público amplio y variado, de manera que pueden ir dejando sus anteriores oficios gracias a la fama y dinero obtenidos. En este sentido, el caso más llamativo es el de nuestro autor, Lope de Rueda. En las décadas centrales del siglo XVI, encontramos un emergente fenómeno teatral en la península fomentado por una variada demanda pública y privada, que haya un decisivo motor de desarrollo como fuente adicional de recursos para diversas cofradías benéficas. Así, años antes de la llegada de Ganassa se va originando un ambiente propicio para la posterior expansión de los años setenta y ochenta, que sabrá aprovechar algunas de las innovaciones extranjeras y el mecanismo propio del negocio teatral anterior. Por tanto, debemos entender la aportación italiana a la historia del teatro español no como defensa de los caracteres nacionales de este último, sino como indicio de una circulación, en la Europa de finales del siglo XVI, de elementos comunes, que en un momento dado la llegada de los cómicos italianos contribuyó a extender y a ampliar, ofreciendo soluciones y fomentando desarrollos.

## Producción dramática
Los textos dramáticos que conservamos de Rueda se deben a la diligente intervención del librero valenciano Joan de Timoneda, que consistió en recoger, fijar, corregir y enmendar un cierto número de obras que, de otro modo, tal vez no se habrían conservado. Timoneda reescribió dos veces las obras, para eliminar descuidos, reiteraciones y repeticiones innecesarias. Consecuencia de esto fue que la fijación de los textos ruedescos se hizo recurriendo a ciertos añadidos que ahora son de difícil identificación.
El corpus de sus obras conocidas es el siguiente: cuatro comedias en prosa (Eufemia, Armelina, Los engañados, Medora), dos coloquios pastoriles en prosa (Camila, Timbria) y diez pasos (los siete incluidos en El Deleitoso: Los criados, La carátula, Cornudo y contento, El convidado, La tierra de Jauja, Pagar y no pagar, Las aceitunas; y tres de los seis incluidos en el Registro: Los lacayos ladrones, El rufián cobarde, La generosa paliza).
La influencia italiana en el teatro español que hemos mencionado anteriormente ha posicionado una parte de la crítica en un cierto menosprecio del autor sevillano, etiquetándolo de simple arreglista o de imitador. Sin embargo, después de los estudios recientes de Falconeri y de Arróniz, se ha podido demostrar que el actor-autor sevillano transforma el original italiano adaptándolo a la escena española, modificando y eliminando todos aquellos aspectos que ralentizan la acción, e incluyendo personajes clásicos de la tradición española. Aspectos que están relacionados con la profesionalidad de Lope en las tablas, siendo gran conocedor de los gustos del público a quien se dirige, y también participando de los aspectos y cambios que tenían lugar en la vecina Italia, cuando se estaba modificando sustancialmente la comedia erudita hacia la commedia dell’arte, con la inclusión de personajes de baja estofa con sus lenguajes específicos y dialectales. Elimina así los largos monólogos y escenas farragosas y pesadas, en beneficio de piezas y escenas más breves y adaptadas a los gustos españoles. Configura así, una nueva forma dialogística en prosa considerada como la gran revolución del teatro español.
Reproducimos los introitos del autor que aparece en Lope de Rueda (1567):

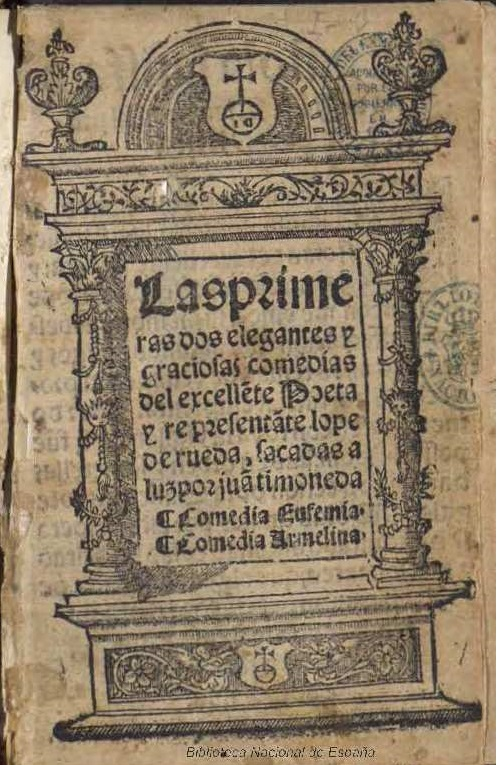
Comedias Eufemia y Armelina, de Lope de Rueda, editadas en 1576.

### Eufemia

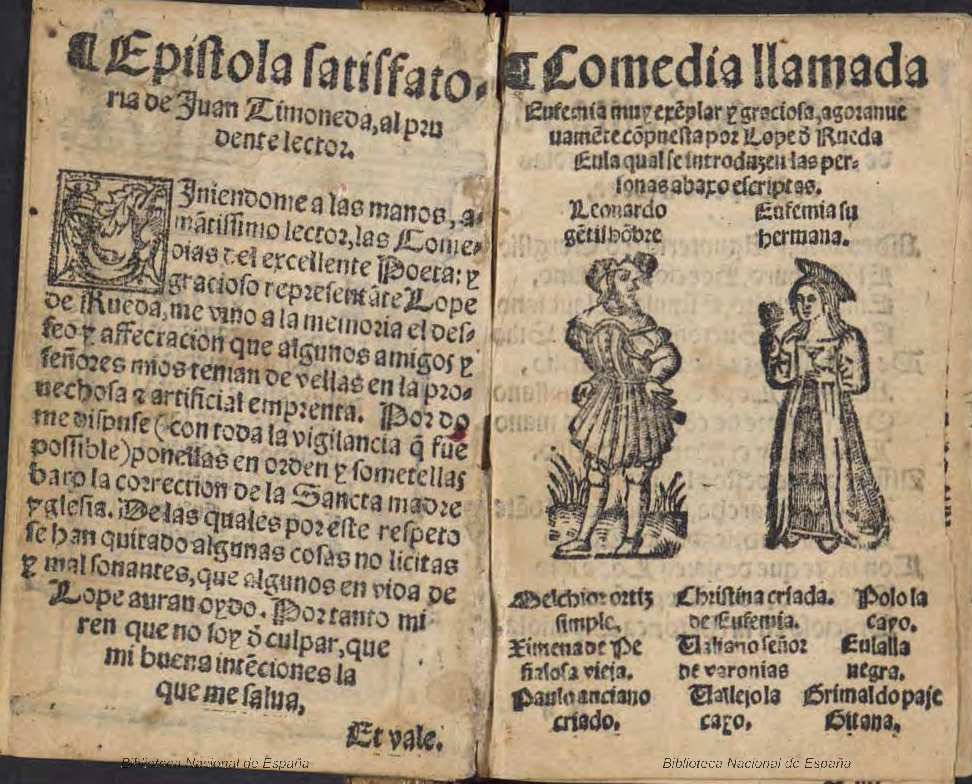
Comedias Eufemia y Armelina, 1576.

«En un lugar de la Calabria, auditores, hubo dos hermanos de ilustre sangre nascidos, un varón y una hembra. El varón, que Leonardo se llama, determinado de ver tierras estrañas, de Eufemia, su hermana, se despide. Donde, de lance en lance, en casa de Valiano, señor de baronías, viene a parar. El cual a Leonardo rescibe en su servicio y hace uno de los principales de su casa. Si escuchan el fin de nuestra poética fábula, verán por envidia urdido un caso asaz peligroso. Pero la divina Providencia, remediadora de semejantes tratos, da orden; de suerte que, estando en el mayor peligro de todo, acaba en fin próspero y alegre».

### Armelina
«Sepan, apacibles auditores, que Pascual Crespo, herrero famosísimo, oficial siendo mozo, tuvo un hijo en cierta manceba, la cual se lo llevó, llevándosela por amiga un capitán que pasó en Hungría, donde la madre y el capitán murieron, dejando al niño por heredero de todo lo que tenían y por tutor a Viana, hombre anciano de la misma ciudad. A Viana un deudo y muy acostado suyo le quitó una hija que tenía, dicha Florentina, a respecto que la trataba muy mal su madrastra, y por su desdicha fue captivado de moros y la niña vendida por esclava a un hermano d'este Pascual Crespo, el herrero, que entonces por la mar mercadeaba, y al punto de su muerte, por el amor que la tenía, la dejó libre y con harto dote con que el herrero la casase. Ésta es, señores, la maraña de nuestra comedia, y entended que Armelina es Florentina, como se declara a la fin de nuestra poética representación».

### Los engañados
«Si vos prestáis atención, generoso auditorio, oirá un veríssimo y no menos agradable acontecimiento, que onze o doze años después que Roma fue saqueada acontesció con Verginio, ciudadano della. Fue pues el caso que haviendo este Verginio perdido gran summa de bienes y hazienda en el saco, y juntamente un hijo de edad de seys años, con Lelia su hija nascidos los dos de un mismo parto, se vino a vivir aquí a Dodena, la cual ciuadad representa este teatro, a do Lauro gentil hombre de Lelia se enamora. Verginio por hacer cierto camino a Roma, a su hija en un monesterio deposita. Vuelto, Gerardo familiar y amigo suyo dontándola de gran summa de dinero, Lelia por mujer la pide, y el padre se la cede. Lelie sabiendo en el monesterio que por la ausencia suya su querido Lauro de Clavela, hija de Gerardo, anda enamorado, en hábitos de hombre determina salirse, y llamándose Fabio, con su amante por paje se deposita. Aquí cesso señores, dexando de contar cómo el hijo perdido en Roma llamado Fabricio llega a este pueblo, y por ser tan semejante a Lelia su hermana, los engaños que sobre ello sucede. Se que se holgarán en estremo vuestras mercedes si están atentos, y queden con Dios.»

### Medora
«Un micer Acario (nobles auditores) tuvo dos hijos en Barbarina su muger, un varón y una hembra, tan semejantes en forma y gesto cual suele y puede cada día hazer la gran maestra naturaleza: en este tiempo andando los gitanos por todas partes, por no estar Acario ni Barbarina padres de los niños en casa, una gitana entra y hurta a Medoro, que assí havía nombre el mochacho, y dexa en la cuna un gitanillo hijo suyo muy malo, tanto, que de allí a pocos días murió. Quedando Angélica, que ansina se llamaba la niña, criándose en casa de los padres y cresciendo en hermosura, honestidad y buenas costumbres, Leandro gentil hombre, de noble sangre, de Angélica se enamora. En este comedio allega la gitana que trae a Medoro en su compañía vestido de hábitos de muger llamándole Armelio. El Casandro que la ve, pensando que es Angélica, le habla en amorosas palabras, y el mochacho le desconoce. Sobre esto verán señores graciossísimas marañas, y de qué suerte descubre la gitana cuyo hijo es Medoro, dexando aparte los amores de Acario con Estela, y los de Barbarina con Casandro, y las astucias De Gargullo lacayo, y las necedades de Ortega simple. Porque todas estas cosas son parte de la comedia para hazella más graciosa, y servir a vuessas mercedes como todos desseamos».

## Lospasos
Donde Rueda lleva a cabo su labor más original y reconocida es en los pasos al considerar a nuestro autor-representante como su creador. En 1567, uno o dos años después de la muerte de Lope de Rueda, publica Timoneda en Valencia, impreso por Juan Mey, un volumen que contenía las cuatro comedias y los dos coloquios pastoriles mencionados. En ambos géneros figuraban breves escenas cómicas, muy diferentes del tono general de cada obra y ajenas a su mismo desarrollo argumental. Timoneda se percató de que el mayor interés del teatro del sevillano residía precisamente en la creación singular de esas breves situaciones dramáticas, y al final del volumen, estableció una Tabla de los passos graciosos que se pueden sacar de las presentes comedias y coloquios y poner en otras obras. Esta sería la clasificación de los pasos establecida por Timoneda:
- De la comedia Armelina:

El passo de Guadalupe y de Mencieta
- De la comedia de Los engañados

El passo de Pajares y Verginio
- De la comedia Medora:

El passo de Gargullo y de Estela y de Logroño
El passo de Ortega y Perico
El passo de la Gitana y Gargullo
- Del colloquio de Camila:

El passo de Pablos Lorenço y de Ginesa, su muger
El passo de Pablos y Ginesa
- Del colloquio de Tymbria:

El passo de Troyco y Leno sobre la mantecada
El passo de Ysacaro y la negra
El passo de Mesiflua y Leno
El passo de Troyco y Leno
El passo de Leno y Sulco, su amo, sobre el ratón
En la misma ciudad, imprenta y año, editó el Compendio llamado El Deleitoso, en el cual se contienen muchos passos graciosos del excellente poeta y gracioso representante Lope de Rueda, para poner en principios y entremedias de coloquios y comedias. Tres años después, en el 1570, lanza una nueva colección de pasos: Registro de representantes, a do van registrados por Joan de Timoneda muchos y graciosos passos de Lope de Rueda y otros diversos autores.
En total, suman 24 los pasos de segura autoría de Lope de Rueda conservados; otros son de atribución dudosa en distinto grado. En cuanto a su fecha de composición y representación, nada se sabe.
Para entender la producción de estas piececillas breves, es necesario hacer referencia a la igualdad de los términos pasos y entremés, como demuestra Timoneda en el soneto preliminar a El Deleitoso. Como afirma F. González Ollé «las obras de Lope de Rueda llamadas pasos por voluntad de Timoneda, no constituyen una especie teatral distinta ni ofrecen diferencias esenciales con el entremés, desginación prevalente para un género dramático en cuya evolución se encuentran insertas dichas obras».
En sus inicios el entremés, entendido como «acción cómica distinta de la fábula, desarrollada por personajes ridículos y de breve duración» se entremezclaba con la acción principal muy estrechamente o se separaba completamente de ella. E incluso, entremés podía significar no solo una «representación dialogada cómica» sino incluso mímica (mimos y bailes). Podemos encontrar ejemplos en el teatro anterior e incluso en la producción de Lope de Rueda. Pero la crítica moderna no ha llegado a un acuerdo sobre la definición primitiva del entremés, queriendo extraer en su afán universalista un único modelo que lo defina y que lo abarque desde sus inicios hasta su configuración definitiva. En una primera época los episodios burlescos independientes de la fábula eran realizados por una serie de personajes-tipo (pastor bobo, clérigo, vizcaíno, negro/a, rufianes, etc.), pero perfectamente entretejidos con la acción cómica. Encontramos ejemplos tanto en obras entremesiles como profanas. El primer esquema entremesil español es considerado el Auto del repelón de Juan del Encina. También podían introducirse al inicio de una representación (Profatio jocularis); son las loas iniciales de las comedias de Torres Naharro y de la tradición posterior, hasta llegar a independizarse completamente o en parte de la función prologal.
Poco a poco, hacia mitad de siglo, estas situaciones cómicas se convierten en episodios completamente independientes de la acción principal, introduciéndose en cualquier momento de la representación (actio intercalaris), para terminar, a fines de siglo, situándose entre los actos de las comedias. Tomando como modelo de entremés esta última forma de insertarse la acción burlesca en la fábula, esta última etapa de la evolución del entremés es la que ha fijado la crítica como modelo universal, desdeñando las otras formas entremesiles al analizar el espectáculo teatral de mitad del Quinientos bajo el prisma de la Comedia Nueva y la concepción del espectáculo teatral desde la de su representación en el interior de los corrales.
Los pasos de Lope de Rueda siguen estas tres formas tradicionales de incluirse en una obra de mayor envergadura. Los pasos insertos en las custro comedias y los dos coloquios pastoriles res aparecen entretejidos con la acción cómica a través de los propios personajes. En función prologal está el Paso 5.º de El Deleitoso y como episodios independientes se encuentran la mayoría de los de El Deleitoso y los tres del Registro de Representantes.

### Pasos entretejidos en la acción principal / función subordinada
El rasgo común a todos los pasos es su dependencia de otra obra dramática de mayor envergadura (auto, comedia, coloquio), a cuya representación sirve de introducción, de intermedio o de final. Esa subordinación, que se realiza sin menoscabo de su unidad y autonomía interna, será precisamente la que determine las principales características literarias del paso.
Este primer grupo, al que se define como episodios burlescos independientes de la fábula, realizados por una serie de personajes-tipo y perfectamente entretejidos con la acción principal, no es uniforme, pues no todos ellos poseen la misma estructura y función. Se caracterizan por ser episodios burlescos en los que los personajes cómicos (criados generalmente) desarrollan al mismo tiempo una acción continuada (y burlesca) en el interior de la comedia o coloquio. Podríamos considerarlos como una acción paralela a la principal (pero en este caso ridícula). Estos pasos difieren muy poco de las acciones cómicas del teatro primitivo español (los pastores de las églogas), y por tanto entretejidos tan perfectamente con la fábula que casi podría decir que forman parte de ella. El episodio ridículo, aunque no afecte a la acción principal, es difícilmente extrapolable, llegando algunas veces a entremezclarse de tal forma con la fábula, que es una segunda acción paralela, surgiendo y ocultándose, pero sin abandonarla jamás. Otra de las características de estos pasos es su brevedad y débil enredo. La mayoría de ellos, nos recuerdan las actuaciones de los simples y pastores del teatro primitivo. No poseen intriga ni desarrollan una materia cómica, como proponía el Pinciano. Carecen de lo que caracterizará a los entremeses más evolucionados: acción y sorpresa final. Por supuesto, ninguno de ellos procede de las novelle italianas o de la cuentística. Ejemplos de esta tipología son tres pasos dentro del Coloquio de Timbria: Paso de Mesiflúa y Leno, Paso de Troyco y Leno y Paso de Leno y Sulco, su amo, sobre el ratón. Estos tres entremeses se encuentran espacialmente separados en el interior de la fábula, pero el Paso de Troyco y Leno continúa la acción desarrollada anteriormente en el de Mesiflúa y Leno.
La segunda posibilidad de engarzarse el episodio burlesco en el interior de la fábula se localiza, ante todo, en los pasos de las Comedias y en algunos de El Deleytoso. Se trata de situaciones cómicas independientes de la fábula, cuyo principal protagonista es un personaje de baja extracción social que cumple, además, otra función en la comedia (como la de ser criado del galán, dama, padre de la dama, etc.). Cabe señalar que muchas veces estos pasos son difíciles de entresacar de la comedia, puesto que hay monólogos y diálogos en la propia escena que engarzan con la acción principal, y que no corresponden a la materia ridícula. Pero se diferencian de los episodios burlescos analizados anteriormente en que mantienen una acción más desarrollada y son unidades en sí, completamente definidas por la acotación escénica o por el espacio representado, distinto al de la acción de la comedia. Del mismo estilo parecen ser el Paso primero y segundo de El Deleytoso, donde el personaje protagonista de las acciones burlescas, el simple Alameda, es criado del amo Salzedo; configurando los personajes de ambos pasos, pero también de la comedia de donde se han extraído.
Una tercera posibilidad de entretejerse con la acción principal lo constituyen un grupo de pasos en los que el protagonista del episodio ridículo es un personaje de baja extracción social, cuya actuación se ciñe únicamente al entremés. Son los pasos más elaborados y más en consonancia con la estructura que tomará posteriormente esta nueva forma dramática. Un ejemplo es el Paso de Polo y Olalla negra, en el cual la protagonista, la negra Olalla, solo tiene esta actuación en la Comedia Eufemia.
Debemos considerar también las otras dos tipologías de pasos a los que hemos hecho referencia. Por un lado, se encontrarían los pasos que se introducen al inicio de una representación (Proefatio jocularis). Hay muy pocos pasos que participen de esta característica, siendo el más claro el Paso 5º de El Deleytoso. Por otro, los que son completamente independientes (actio intercalaris). Bajo esta denominación podemos incluir gran parte de El Deleytoso y los del Registro de Representantes. Se caracterizan por una mayor complejidad de la trama y una mayor extensión. Muchos escenifican un chistecillo, un apotegma, un relato folclórico o una novela corta. Normalmente la comicidad se estructura alrededor de varios personajes. Es el caso del Paso 3º de El Deleytoso.

### Duración y acción dramática
La inclusión del paso en una obra de superior entidad literaria le impone un inmediato condicionamiento, raíz, a su vez, de otros varios. Se trata de la extensión material. El paso resulta, obligadamente, de corta duración. Esta brevedad temporal le priva de auténtico desarrollo argumental, dejándolo reducido a una mínima intriga o anécdota desenfadada, de carácter puramente verbal muchas veces: errores, torpezas, burlas, marrullerías, engaños, amenazas, humillaciones, etc. Como por la misma razón de la brevedad no cabe ir suscitando paulatinamente la atención del espectador ni esta debe decaer, se recurre de ordinario a manifestaciones ruidosas y movimientos violentos: insultos, discusiones, golpes, carreras, persecuciones, etc.; también, a la presentación inmediata de situaciones ridículas o grotescas, cuyas consecuencias se apuran hasta límites absurdos en pocos instantes. Chisporroteo verbal y desbordamiento gesticular sustituye con eficacia a la acción propiamente dramática. El ejercicio histriónico adquiere más importancia que el texto, de cuya fijeza se puede dudar. En última instancia, el éxito o el fracaso de estas obritas queda fundamentalmente ligado a la habilidad representativa de los comediantes para producir el regocijo, a cualquier precio, entre los espectadores. Un medio espontáneo para lograrlo consiste en saber reiterar, sin previa disposición, los pasajes bien acogidos, si es que no se busca precisamente mediante la insistencia en frases o actitudes.

### Comicidad
El carácter cómico de los pasos podemos definirlo de elemental, mediante el cual se logra que el público ría abiertamente. De esta manera se permite que los asistentes acojan con buen ánimo el espectáculo más grave de la pieza principal; o les sirve como momento de descanso ante los enredos artificiosos y sutilezas de comedias y coloquios. Al mismo tiempo, gracias a la interposición del paso, se resuelve un aspecto técnico: facilitar al espectador la sensación del trascurso del tiempo entre los distintos episodios o sucesos de una trama complicada que se desarrolla sobre el supuesto de unas horas o varios días.
Las fuentes de las que nace la comicidad de los pasos determinan sus características: primaria, ingenua y también tosca y hasta brutal. En unos casos, surge de observar la desgracia, la ignorancia o las necesidades elementales de una persona dramática con la que, en buena parte, puede identificarse (o situar en su entorno más inmediato) el público sencillo, al tiempo que experimenta la satisfacción de sentirse exento de las deficiencias padecidas por los personajes escénicos y capaz de superar los errores que cometen. Brota también la risa del conocimiento de la simpleza e ingenuidad de algunas figuras cómicas que, al revelar su condición, permiten al espectador situarse con goce en un plano social o cultural más elevado.

### Personajes cómicos ruedescos
La corta duración del paso afecta también a este rasgo, porque impone un reducido número de personajes. Así, se observa en los pasos una preferencia por el reparto triple. Los personajes son todos de modesta condición, extraídos de las capas más bajas de la sociedad, cuando no están contra ella: criados, lacayos, pajes, campesinos…pero también ladrones, rufianes, bravucones. También aparecen en algunos la figura del amo como mero contrapunto del criado. El protagonismo, en los pasos, recae siempre en los personajes de humilde condición, de manera contraria a lo que sucede en la comedia. La misma consideración podemos hacer de los escasos representantes de profesiones liberales, aquejados por la pobreza o la rapacidad, que los convierte en figuras ridículas.
El tipo más característico de los pasos ruedanos es el simple o bobo. Está caracterizado más que por su condición social o profesional (casi exclusivamente encarna a un criado), por su psicología: la glotonería, el sueño, la sexualidad animalizada, el miedo y la credulidad son sus principales características cómicas. Su credulidad no responde a inocencia o a bondad, sino a una considerable cortedad mental. De esta manera, presenta un comportamiento asocial en cuanto incapaz de adaptarse al ambiente en que se encuentra. Con semejantes limitaciones, resulta fácil engañarlo y explotarlo hasta convertirlo en víctima de la malicia ajena. Pero, en ocasiones, su necedad entorpece o falsea las relaciones entre otros y entonces es él mismo el que perjudica a los que le rodean. El simple constituye la figura clave de la comicidad de los pasos. La agitación escénica característica de las obras resulta consecuencia de su conducta mecánica y su torpeza verbal.
El rufián aparece siempre bajo el epígrafe de lacayo. El soldado fanfarrón se caracteriza por: 
a) ir vestido con capa y armado de espada y broquel, mostrando su aspecto falsamente fiero.
b) sus juramentos y blasonerías, exaltando sus hazañas y su condición.
c) su oficio de vivir de las mujeres y/o servir a un señor, acompañándolo para su defensa. 
d) mostrar sus miserias, confesando sus flaquezas y desventuras.
e) su cobardía: es capaz de inventar cualquier historia con tal de no pelearse.
Negra: la figura del negro/a es tradicional en los textos dramáticos del xvi. En Lope de Rueda se explota la credulidad de la negra en sus posibilidades de crear amores apasionados, su afán de hidalguía, su supuesta hermosura, y el uso intencionado que de estas condiciones hacen los otros personajes, ya en beneficio propio, ya para diversión del público. Una de las características de su comicidad es su lenguaje resultado no de una lengua real, sino de una creación literaria.
Gascón: aparece una sola vez en los pasos. Es el Peyrutón del Paso 6º del Registro de Representantes. Gascón es un vasco francés, con lo que se puede asimilar al tipo teatral del vizcaíno de las obras de la primera mitad del siglo XVI. La funcionalidad de este personaje dentro de la producción ruedesca es la de dar una nota pintoresca, dentro del mundo de los criados, mediante un lenguaje específico que haría las delicias del público con sus deformaciones y malentendidos.
Gitana: la única aparición de este personaje se da en el Paso de la Gitana y Gargullo de El Deleitoso, si bien aparece en otras escenas de la comedia ruedesca. Se caracteriza por su capacidad de engañar, incluso a los más redomados ladrones, y echar la buenaventura. Pero su principal característica es su habla, como en muchos de los otros tipos teatrales ruedescos.
Estudiante: una de sus principales características es su pobreza, hecho que explica la búsqueda desesperada de remedios para saciar su hambre. Algunas veces se dedica a la burla gratuita, burla que puede ser grosera, pero sumamente lograda y perfecta en ocasiones. Otras, la burla y el engaño se dirigen hacia la consecución de su deseo sexual, de ahí la denominación de tipo estudiantil mujeriego.
Otros personajes: la mayoría de pasos ruedescos se configuran alrededor de un personaje burlesco, a quien rodean otra serie de tipos sociales más o menos involucrados en la acción. Aquí podemos incluir a los amos/as, criados/as, pajes, etc. Normalmente los amos suelen ser los agentes de la burla a que será sometido el simple o bobo, su criado. Otras veces será el encargado de suministrar los palos al simple por no cumplir con sus obligaciones. Las damas, cuando aparecen tienen una actitud neutra, sin participar directamente en la burla o en la acción protagonizada por el simple.
En cuanto a los criados, existen varios grupos. El clásico servus fallax de las comedias antiguas, criado astuto encargado de realizar las burlas al simple, llegando algunas veces a recibir también su merecido castigo. Los pajes, sin embargo, suelen tener una acción accidental en estos episodios burlescos. Por un lado, está la clásica criada activa al servicio de la dama, que puede llegar a ser agente de la burla del simple; por otro, la criada cuya actuación es la de simple espectadora de la acción. Es relevante indicar que algunas de estas criadas son al mismo tiempo la esposa del bobo, con lo que intervienen directamente en la burla de su propio marido, o en las clásicas reyertas familiares.
Se puede completar una morfología del entremés primitivo, basándose en el análisis realizado por Huerta de las funciones de los personajes. Las dramatis personae del entremés quedan divididas en tres categorías básicas: 1) Sujeto de la burla o Agente, 2) Objeto de la burla o Paciente, 3) Marginal o indiferente Neutro.

### Estructura teatral
En lo referente a la estructura teatral de los entremeses ruedanos, se distinguen dos maneras diferentes de empezar la acción. Unos se inician con un monólogo o aparte introductorio que pone al espectador en situación sobre la acción que se va a desarrollar, otros con el diálogo entre varios personajes, que será la fórmula más utilizada por nuestro autor.
La hipótesis defendida por Canet para explicar esta específica fórmula del monólogo o soliloquio inicial consiste en considerarla la forma usual de empezar las escenas en las comedias mediante un personaje diferente al de la acción desarrollada anteriormente o en un espacio y tiempo distinto. El investigador sostiene su tesis argumentando que en las comedias y coloquios existen pasos concebidos específicamente bajo esta forma estructural. En cualquier caso, lo que resulta evidente es que los pasos que contienen un monólogo explicativo de una situación o personaje están pensados para cambios radicales de la acción principal, recurriendo a un espacio distinto y a una acción burlesca que cambia el ritmo de la representación ralentizándola, o bien están construidos como pasos independientes, con posibilidad de introducirlos en cualquier momento de la representación.
En cuanto a los apartes, podemos encontrar tanto los dirigidos al público como a otros personajes. Nos encontramos ante un teatro en contacto directo con el espectador, quien tiene asimilados los guiños de los actores, la artificiosidad de la representación, quedando relegada la verosimilitud a un segundo plano. Estos serían los llamados apartes ad spectatores, pero son los dirigidos a otros personajes los que constituirán un elemento imprescindible para los juegos y burlas de los criados frente a sus amos, siguiendo la tradición de la comedia humanística.
Por otro lado, César Oliva propone los lazzi (unidades mínimas de comicidad) como elementos internos constitutivos de los pasos. Son pequeñas unidades dramatúrgicas que podemos clasificar en tres apartados: tres de exclusivo apoyo gestual, dos de marcada relación con el texto y tres en donde letra y expresión actoral se confunden. Dichas unidades mínimas sería las siguientes: dar palos un actor a otro o entre ellos; soliloquios gestuales; rematar el cuadro, próximo a lo que sería una gracia; información equívoca que un personaje da a otro y es malinterpretada intencionadamente; efecto de bululú, la representación de un diálogo por el mismo actor; disfraz con intención de ocultarse, con la idea evidente de engañar; titubeos expresivos, en los que el actor deja inconclusas determinadas acciones, con evidente intención de provocar hilaridad; temblar exageradamente, que supone acentuar situaciones concretas, propias de determinados estados de ánimo.

### Realismo y costumbrismo
Al enumerar sus rasgos distintivos, todos los estudios de los pasos les atribuyen el del realismo. La figura principal y específica de los pasos no puede ser considerada, en absoluto, realista. Según quedó expuesto, se trata de un personaje que cae en lo infrahumano, diseñado primariamente en función de suscitar, con sus actitudes y reacciones anómalas, una risa fácil; su comportamiento imprevisible, ajeno a los usos sociales establecidos, inspirado en una lógica propia, al margen de la común, provocará situaciones absurdas y grotescas hasta la inverosimilitud. Valga aceptar como realista la actitud inicial de incorporar a la escena determinados tipos con existencia menos artificiosa que los protagonistas de comedias y coloquios. Pero esos tipos, en su desenvolvimiento escénico, con frecuencia resultan muy deformados. Solo en el aspecto lingüístico, como luego explicaremos, cabe aceptar el realismo de los pasos. En cambio, sí podemos insertar los pasos en una línea costumbrista o en relación con manifestaciones de esta naturaleza. Las distorsiones efectistas de caracteres y acciones se desenvuelven en el marco de la vida cotidiana del momento. A veces esta se manifiesta de modo muy exacto por las alusiones geográficas y a la topografía urbana.

### Lengua
Bien merece la lengua de Lope de Rueda un estudio completo y detallado, que aquí ha de limitarse a exponer y explicar los principales rasgos (algunos aspectos, tales como el polimorfismo y la presencia de valencianismos) que determinan el estilo lingüístico del autor, en la medida que caracterizan la forma literaria de los pasos o actúan al servicio de su técnica dramática. Todos los pasos están escritos en prosa. Ésta es su nota lingüística más importante. La adopción y empleo regular de la prosa supuso una feliz innovación, respecto de la tradición entremesística, hasta el punto de que, con base en ella, se justifica la excepcional posición del autor en la historia del género. El principal rasgo de estilo lingüístico de los pasos radica en su ajuste a la condición de los personajes y a la índole de las situaciones; consiste, pues, en la naturalidad. La lengua de Rueda no puede calificarse de espléndida, brillante o correcta, ni constituye un modelo del buen decir clásico, como se lee en no pocas monografías. Su mérito reside en la adaptación a las necesidades comunicativas y expresivas de los personajes, en su mayoría de baja condición social y cultural. Se presenta, en virtud de esta congruencia, con la viveza y espontaneidad peculiares de los diálogos populares. Como habla coloquial que es, en ella proliferan diversos fenómenos que resultan propios de la lengua cotidiana de todos los tiempos, tal como se habla en el hogar y en la calle. Contienen falsas concordancias, anacolutos, repeticiones, elipsis, interrupciones, zeugmas, deixis mostrativas, etc.
a)    Elipsis con falsa concordancia: A dos reales quiere mi madre que se vendan el celemín (Paso 7.º).
b)   Anacoluto: Más tú que lo viste y tú que lo heziste, tanta pena meresce el uno como el otro (Paso 1.º).
c)    Reiteración de relativo y conjunción que.
d)   Zeugmas: ¡Qué bien te das a ello!... ¡Bien te apañas a la sisa! (Paso 1.º).
e)    Deixis ad oculus: ¡Pardiez, que me la he colado! (Paso 1.º).
También es frecuente el uso de los períodos asindéticos, en los que el engarce oracional queda confiado a recursos tonales, con detrimento de los sintácticos. Suelen presentarse en los momentos que exigen una comunicación verbal acompañada de la ejecución de acciones bruscas. En estos mismos pasajes encuentran cabida las manifestaciones expresivas y apelativas del lenguaje: imperativos, interjecciones, elementos enfáticos, contrastes tonales…entre las que destaca la anáfora. Por otro lado, escasea la negación expresiva. Además de recursos fónicos, conoce procedimientos sintácticos y semánticos: Ni miré si tenían suelos, ni suelas, ni an tejados (Paso 1.º). En este campo de los recursos estilísticos cabe incluir las comparaciones que, basadas en realidades cotidianas, llegan en ocasiones a alcanzar un carácter ridículo, grotesco, insolente, etc., en relación con el término inicial de las mismas: Como bandada de gallinas sobre puñado de trigo (Paso 1.º).
Para alcanzar la vivacidad de los diálogos se utiliza la anadiplosis de carácter coloquial. Tras el parlamento de un personaje, a veces interrumpido por su interlocutor, este se apodera de una palabra o sintagma de aquel y lo repite: L.—Las cebollas y el queso, A. —¿Cuáles cebollas o queso?
Resulta extraño el empleo muy limitado de recursos lingüísticos tales como modificación de significantes, alteración del orden sintagmático, cambio de una palabra por otra, juegos verbales, etc., al servicio de provocar la hilaridad. También se aprecian confusiones en el habla del simple, que son mentales antes que lingüísticas: cambia el destinatario del mensaje y hasta llega a olvidarlo; de ahí las vacilaciones, titubeos, incongruencias, etc. Otras veces, desconoce los nombres de las cosas ordinarias: estrógamo por estómago.
Otro fenómeno que encontramos es la alteración del orden de los constituyentes o la sustitución de una palabra por su antónimo: Mis manos por candil (Paso 1.º). Tú quedes condenado y señor con queja (Paso 1.º). Debe consignarse también la utilización, por parte de un personaje, de una lengua diversa de la que hablan los demás: latinajos, mezcla de gascón y valenciano, elemental habla críptica… A diferencia de lo que sucede en personajes secundarios de las comedias, está ausente el sayagués. Finalmente, el autor recurre con frecuencia y oportunidad a la inclusión de frases hechas, locuciones adverbiales, etc., que revelan el mencionado costumbrismo.